# Laois
Laois (ibland även stavat Laoighis eller Leix, iriska: Laois) är ett grevskap på Irland. Detta är det enda grevskapet som inte gränsar till något annat grevskap som i sin tur gränsar med havet, vilket alla andra grevskap på något sätt gör. Huvudort är Portlaoise.
Grevskapet upprättades av drottning Maria I av England år 1556 under namnet Queen's County.

## Städer och samhällen
- Abbeyleix, Aghaboe
- Ballaghmore, Ballickmoyler, Ballinakill, Ballyfin, Ballylynan, Ballyroan, Borris-in-ossory
- Clonenagh
- Donaghmore, Durrow
- Emo
- Mountmellick, Mountrath
- Portarlington, Portlaoise
- Rathdowney, Rosenallis
- Stradbally
- Timahoe
- Vicarstown